# Лисс (коммуна)
Лисс (фр. Lisses) — коммуна в департаменте Эсон региона Иль-де-Франс на севере Франции.
Одной из главных визитных карточек коммуны является Dame du Lac, рукотворное сооружение для скалолазания в Parc du Lac (озёрный парк), который обычно используется для практикования паркура, но в настоящее время закрыт для публичных посещений.